# 吴信才
吴信才（1953年—2023），男，广东吴川人，祖籍江苏镇江，中国地理信息系统专家，中国地质大学（武汉）信息工程学院原院长，武汉中地信息有限公司董事长，中国民主同盟盟员。

## 生平
吴信才1952年12月出生于广东省吴川市覃巴镇新村。1977年恢复高考后考入武汉地质学院电子专业，毕业后留校在新成立的计算机中心工作。吴信才主要从事数字制图及地理信息系统的研究工作，1995年，研发出具有完全自主版权的地理信息系统MapGIS。

## 社会兼职
曾任民盟中央委员、湖北省委原副主委。2008年，当选第十一届全国政协委员，代表中国民主同盟，分入第五组。